# Mładen Wasilew
Mładen Wasilew (bułg. Младен Василев, ur. 12 stycznia 1949 w Sliwnicy) – bułgarski piłkarz grający na pozycji napastnika. W swojej karierze rozegrał 27 meczów w reprezentacji Bułgarii, w których strzelił 7 goli.

## Kariera klubowa
Swoją karierę piłkarską Wasilew rozpoczął w klubie Sliwniszki Geroj Sliwnica. Grał w nim w latach 1965–1968, a następnie odszedł do Slawii Sofia. W sezonie 1968/1969 zadebiutował w nim w rozgrywkach pierwszej ligi bułgarskiej. W Slawii spędził sezon i latem 1969 przeszedł do innego stołecznego klubu, Akademiku Sofia. Grał w nim do końca swojej kariery, czyli do 1977 roku.

## Kariera reprezentacyjna
W reprezentacji Bułgarii Wasilew zadebiutował 7 kwietnia 1971 roku w wygranym 1:0 towarzyskim meczu z Grecją. W 1974 roku został powołany do kadry na Mistrzostwa Świata w RFN. Na tym turnieju rozegrał jeden mecz, ze Szwecją (0:0). Od 1971 do 1975 roku rozegrał w kadrze narodowej 27 meczów i strzelił w nich 7 goli.
| Mecze i gole w reprezentacji | Mecze i gole w reprezentacji | Mecze i gole w reprezentacji | Mecze i gole w reprezentacji | Mecze i gole w reprezentacji | Mecze i gole w reprezentacji | Mecze i gole w reprezentacji |
| #                            | Data                         | Stadion                      | Rywal                        | Wynik                        | Gol                          | Rozgrywki                    |
| 1971                         | 1971                         | 1971                         | 1971                         | 1971                         | 1971                         | 1971                         |
| ---------------------------- | ---------------------------- | ---------------------------- | ---------------------------- | ---------------------------- | ---------------------------- | ---------------------------- |
| 1.                           | 07.04.1971                   | Pireus, Grecja               | Grecja                       | 1:0                          | 1                            | towarzyski                   |
| 2.                           | 28.04.1971                   | Sofia, Bułgaria              | ZSRR                         | 1:1                          | 0                            | towarzyski                   |
| 3.                           | 05.05.1971                   | Sofia, Bułgaria              | Wielka Brytania              | 5:0                          | 1                            | kwal. IO 1972                |
| 4.                           | 19.05.1971                   | Sofia, Bułgaria              | Węgry                        | 3:0                          | 0                            | el. ME 1972                  |
| 5.                           | 09.06.1971                   | Oslo, Norwegia               | ZSRR                         | 4:1                          | 1                            | el. ME 1972                  |
| 6.                           | 07.09.1971                   | Monachium, RFN               | RFN                          | 1:3                          | 0                            | towarzyski                   |
| 7.                           | 25.09.1971                   | Budapeszt, Węgry             | Węgry                        | 0:2                          | 0                            | el. ME 1972                  |
| 8.                           | 27.10.1971                   | Bukareszt, Rumunia           | Rumunia                      | 1:1                          | 0                            | towarzyski                   |
| 9.                           | 10.11.1971                   | Nantes, Francja              | Francja                      | 1:2                          | 0                            | el. ME 1972                  |
| 10.                          | 17.11.1971                   | Sofia, Bułgaria              | Grecja                       | 2:2                          | 1                            | towarzyski                   |
| 11.                          | 24.11.1971                   | Sofia, Bułgaria              | Hiszpania                    | 8:3                          | 2                            | kwal. IO 1972                |
| 12.                          | 04.12.1971                   | Sofia, Bułgaria              | Francja                      | 2:1                          | 0                            | el. ME 1972                  |
| 1972                         |                              |                              |                              |                              |                              |                              |
| 13.                          | 29.03.1972                   | Sofia, Bułgaria              | ZSRR                         | 1:1                          | 0                            | towarzyski                   |
| 14.                          | 16.04.1972                   | Stara Zagora, Bułgaria       | Polska                       | 3:1                          | 0                            | kwal. IO 1972                |
| 15.                          | 07.05.1972                   | Warszawa, Polska             | Polska                       | 0:3                          | 0                            | kwal. IO 1972                |
| 16.                          | 31.05.1972                   | Burgos, Hiszpania            | Hiszpania                    | 3:3                          | 0                            | kwal. IO 1972                |
| 17.                          | 11.10.1972                   | Sofia, Bułgaria              | Jugosławia                   | 2:1                          | 1                            | towarzyski                   |
| 18.                          | 18.10.1972                   | Sofia, Bułgaria              | Irlandia Północna            | 3:0                          | 0                            | el. MŚ 1974                  |
| 19.                          | 19.11.1972                   | Lisi, Cypr                   | Cypr                         | 4:0                          | 0                            | el. MŚ 1974                  |
| 1973                         |                              |                              |                              |                              |                              |                              |
| 20.                          | 28.01.1973                   | Lisi, Cypr                   | Cypr                         | 3:0                          | 0                            | towarzyski                   |
| 21.                          | 31.01.1973                   | Ateny, Grecja                | Grecja                       | 2:2                          | 0                            | towarzyski                   |
| 22.                          | 02.05.1973                   | Sofia, Bułgaria              | Portugalia                   | 2:1                          | 0                            | el. MŚ 1974                  |
| 23.                          | 12.05.1973                   | Hamburg, RFN                 | RFN                          | 0:3                          | 0                            | towarzyski                   |
| 1974                         |                              |                              |                              |                              |                              |                              |
| 24.                          | 14.04.1974                   | Rio de Janeiro, Brazylia     | Brazylia                     | 0:1                          | 0                            | towarzyski                   |
| 25.                          | 01.06.1974                   | Sofia, Bułgaria              | Anglia                       | 0:1                          | 0                            | towarzyski                   |
| 26.                          | 15.06.1974                   | Düsseldorf, RFN              | Szwecja                      | 0:0                          | 0                            | el. MŚ 1974                  |
| 1975                         |                              |                              |                              |                              |                              |                              |
| 27.                          | 26.03.1975                   | Berlin, NRD                  | NRD                          | 0:0                          | 0                            | towarzyski                   |